# Acalolepta laeviceps
Acalolepta laeviceps es una especie de escarabajo longicornio del género Acalolepta, tribu Monochamini, subfamilia Lamiinae. Fue descrita científicamente por Breuning en 1938.
Se distribuye por India. Mide aproximadamente 8,5 milímetros de longitud.